# Яковлев, Дмитрий Николаевич (партийный деятель)
Дмитрий Николаевич Яковлев (1906 — ?) — советский хозяйственный, государственный и политический деятель.

## Биография
Родился в 1906 году. Член ВКП(б) с 1931 года.
С 1929 года — на хозяйственной, общественной и политической работе. В 1929—1962 гг. — техник, заместитель начальника цеха, начальник отдела технического контроля, секретарь городского комитета ВКП(б), в аппарате ЦК ВКП(б), второй секретарь ЦК КП Азербайджана.
Избирался депутатом Совета Национальностей Верховного Совета СССР 5-го созыва от Нахичеванского избирательного округа № 175 Азербайджанской ССР.